# Éther dibutylique
L'éther dibutylique est un composé chimique de formule (C4H9)2O. Il s'agit d'un liquide incolore inflammable et volatil à l'odeur d'éther caractéristique. Le liquide est plus léger que l'eau mais ses vapeurs sont plus lourdes que l'air. Insoluble dans l'eau, il se dissout dans l'acétone, le 1,2-dichloropropane et de nombreux solvants organiques. Du fait de ses propriétés, l'éther dibutylique est utilisé comme solvant dans divers procédés industriels. Le phényllithium C6H5Li, un réactif organométallique, est commercialisé dissous à environ 1,8 mol·L-1 dans l'éther dibutylique.
On obtient de l'éther dibutylique par déshydratation du n-butanol C4H9OH par chauffage autour de 140 à 150 °C en présence d'un acide fort, tel que l'acide sulfurique H2SO4 ou le chlorure d'hydrogène HCl :
2 C4H9OH → (C4H9)2O + H2O.
À l'échelle industrielle, on produit l'éther dibutylique par déshydratation à 300 °C sur l'alumine.